# Nebetah
Nebetah va ser una princesa egípcia de la XVIII dinastia. Era filla del faraó Amenofis III i de la Gran Esposa Reial Tiy. Era germana d'Akhenaton.
| nb · t | O11 | a · pr | B1 |

| nb · t | O11 | a · pr | B1 |

El nom de Nebetah significa Dama del Palau. El seu nom, com el de la seva germana gran Henuttaneb, també s'usava sovint com a títol per a reines. Possiblement Nebetah va ser una de les filles més joves de la parella reial, ja que no apareix als monuments on sí ho fan les seves germanes grans, tot i que està representada en una estàtua colossal de Medinet Habu. Aquesta enorme escultura de set metres d'alçada mostra a Amenofis III i Tiy asseguts de costat, "amb tres de les seves filles de peu davant del tron; Henuttaneb, la més gran i millor conservada, al centre; Nebetah a la dreta, i una altra, el nom de la qual s'ha destruït, a l'esquerra".
A diferència de les seves germanes Sitamon i Iset, mai va ser elevada al rang de reina i el seu únic títol conegut és el de "Filla del Rei a qui ell estima" (el títol habitual de les princeses). Això, combinat amb el fet que després de la mort d'Amenofis III deixi de ser mencionada, suggereix que va morir a una edat primerenca. S'ha suggerit que fos rebatejada durant les reformes atenistes iniciades pel seu germà, perquè s'assembla molt a la princesa Beketaton, la qual no es menciona abans de les reformes.